# کن هایلند
کن هایلند (انگلیسی: Ken Hyland؛ زادهٔ ۱۹ نوامبر ۱۹۵۱) زبان‌شناس بریتانیایی است. وی در حال حاضر استاد زبانشناسی کاربردی در آموزش در دانشگاه آنگلیای شرقی است. او در اکتبر ۲۰۱۷ به این دانشگاه پیوست.
هایلند یک زبان‌شناس کاربردی در حوزه گفتمان آموزشی، نوشتن در زبان دوم و انگلیسی برای اهداف آموزشی است و بیشتر از ۲۶ کتاب و ۲۰۰ مقاله را به چاپ رسانده است. گوگل اسکالر وی را به عنوان یکی از بیشترین محققان ارجاع‌داده‌شده در حوزه زبان‌شناسی کاربردی نشان می‌دهد.